# Цеко Неев
Цеко Неев е български политик, кмет на Видин.

## Биография
Роден е през 1827 г. в град Видин, тогава в Османската империя. Неев има основно образование. Участва в църковните и политическите борби. Неев е първият избран от видинчани кмет и управлява града от 30 март до 21 юни 1878 г. По време на краткото му управление започват да се избиват множеството бездомни кучета, които са се появили след войната, изнася се натрупалият се боклук в града. Започват да се дават имена на улиците, а на къщите се поставят номера. Кметското му управление повлиява лошо на търговията на Неев и той се отказва от по-нататъшен мандат. Вместо това става общински съветник. Умира на 20 май 1892 г., напълно разорен.